# SpaceX第十次星艦軌道試飛任務
第十次星艦軌道試飛任務（IFT-10）是SpaceX的第十次星艦全系統聯合發射測試飛行。計畫不早於2025年8月24日23:30UTC發射，由第二代星艦S37和第一代助推器B16執行此次測試飛行，原計畫發射的S36因為發生爆炸事故而彻底損毀。此次是第二代星艦的第四次飛行。
助推器B15返回時將主要進行著陸燃燒(Landing Burn)有關的測試，包含關閉一具中心發動機，以測試中環備用發動機完成著陸燃燒的能力，最後僅保留兩台中心發動機測試懸停控制。
星艦S37將部屬8枚星鏈模擬酬載，並於太空中點燃猛禽發動機測試未來離軌點火的能力。以及測試多種隔熱瓦，如主動冷卻金屬隔熱瓦、特殊外型隔熱瓦等，並且安裝了結構性的星艦回收配件、拆除了側面的隔熱瓦，測試再入時的熱防護性能。

## 發射載具BS1637

#### B16
2024年10月14日，B16的首個組件被發現正在星際工廠內移動。組裝工作於10月下旬展開，並於12月下旬完成。2025年2月28日，B16進行了低溫測試，隨後在3月下旬返回Mega Bay 1。6月4日，B16被運往發射場並被置於發射台(OLM-A)上；5日的首次點火嘗試因故中止。6日，B16成功進行全發動機靜態點火測試。8日，B16被運回Mega Bay 1準備安裝熱分級環以及進行發射前檢修。8月7日，B16被移至火箭花園。

#### S36
S36的有效載荷艙與鼻錐於2025年2月中旬被運入Mega Bay 2。約一個月後完成組裝。4月26日，S36被運往Massey測試場進行低溫測試，27日完成測試，並於29日返回生產基地。6月15日，S36被運往Massey測試場。16日，S36完成了單發動機靜態點火測試。18日，S36為了靜態點火開始裝載燃料，23:01:52 UTC時因載荷艙內的氮氣COPV因低於其耐受壓力而失效，進而導致S36被毀，火焰覆蓋了大部分的Massey測試區，導致地面設施損毀。

#### S37
2025年3月15日，S37的有效載荷艙與鼻錐被運入Mega Bay 2。甲烷儲罐於四月中旬被運入Mega Bay 2。5月29日，S37被運往到Massey測試場進行低溫測試。6月4日，S37被運回Mega Bay 2。7月28日，S37被運往發射場並被置於發射台(OLM-1)上。31日，S37完成了單發動機靜態點火測試。8月1日，S37完成了全發動機靜態點火測試。2日，S35被移下發射台。3日，S37被運回Mega Bay 2進行檢修。5日，S37更換了一具猛禽發動機。11日，S37被運往發射場並被置於發射台(OLM-1)上。13日，S37完成了旋轉啟動(Spin Prime)測試，並被被移下發射台。14日，S37被運回Mega Bay 2進行檢修。

## S36損毀
2025年6月18日，SpaceX計畫進行S36的靜態點火測試，11:01:52CT位於載荷艙內的氮氣COPV因低於其耐受壓力而失效，罐內的高壓氣體湧出毀壞的艦體結構導致液態甲烷及液態氧氣接觸，並由未知的火源引燃，隨後的爆炸摧毀了整艘星艦及地面的部分設施。
由Interstellar Gateway的直播內容可知，此次爆炸除了星艦本身外，移動式靜態點火架、星艦燃料供給架、油庫控制室、燃料管線、燃料儲罐、蒸發器、燃料泵、水罐、測試場內的建築外牆及零件儲存帳篷等在此次爆炸中損毀。
雖然發生事故，但FAA表示因靜態點火非其所管轄的活動，因此不須進行事故調查，但SpaceX仍會進行內部調查。
由於Massey測試場損毀嚴重，SpaceX決定改造發射台(OLM-1)、助推器快速段開器(BQD)及星艦運輸台，使S37能夠在Massey測試場尚未修復下於發射台(OLM-1)進行靜態點火。

## 任務進程

#### 2025年

##### 6月
- 4日，B16被運往發射場並被置於發射台(OLM-1)上[7]。
- 4日，S37被運回Mega Bay 2[24]。
- 6日，B16成功進行全發動機靜態點火測試[9]。
- 8日，B16被運回Mega Bay 1準備安裝熱分級環以及進行發射前檢修[10]。
- 15日，S36被運往Massey測試場[15]。
- 16日，S36完成了單發動機靜態點火測試[16]。
- 18日，S36原計畫進行靜態點火測試，但因氮氣COPV低於其耐受壓力而解體，進而導致S36被毀[20]。

##### 7月
- 28日，S37被運往發射場並被置於發射台(OLM-1)上[25][26]。
- 31日，S37完成了單發動機靜態點火測試[27]。

##### 8月
- 1日，S37完成了全發動機靜態點火測試[28]。
- 2日，S37被移下發射台[29]。
- 3日，S37被運回Mega Bay 2進行檢修[30]。
- 5日，S37更換了一具猛禽發動機[31]。
- 7日，B16被移至火箭花園[11]。
- 11日，S37被運往發射場並被置於發射台(OLM-1)上[32]。
- 13日，S37完成了旋轉啟動(Spin Prime)測試[33]，並被被移下發射台[34]。
- 14日，S37被運回Mega Bay 2進行檢修[35]。

## 發射程序
| 預定時間   | 發射程序                                                                            | 實際時間 | 備註 |
| ---------- | ----------------------------------------------------------------------------------- | -------- | ---- |
| T-01:15:00 | 發射總監進行各部門投票決定是否開始加註推進劑                                        | N/A      |      |
| T-00:53:00 | 星艦S37液態甲烷開始裝載                                                             | N/A      |      |
| T-00:45:20 | 星艦S37液態氧開始裝載                                                               | N/A      |      |
| T-00:41:37 | 助推器B16液態甲烷開始裝載                                                           | N/A      |      |
| T-00:35:52 | 助推器B16液氧開始裝載                                                               | N/A      |      |
| T-00:19:40 | 星艦S37及助推器B16猛禽發動機開始預冷                                                | N/A      |      |
| T-00:03:20 | 星艦S37液態甲烷及液氧加注完成                                                       | N/A      |      |
| T-00:02:50 | 助推器B16液態甲烷及液氧加注完成                                                     | N/A      |      |
| T-00:00:30 | 發射總監確認是否進行發射                                                            | N/A      |      |
| T-00:00:10 | 火焰偏轉器(水冷鋼板)啟動                                                            | N/A      |      |
| T-00:00:03 | 助推器B16猛禽發動機開始啟動程序                                                     | N/A      |      |
| T+00:00:00 | 等待所有發動機增加至指定推力                                                        | N/A      |      |
| T+00:00:02 | 升空                                                                                | N/A      |      |
| T+00:01:02 | 星艦BS1637達最大動壓點(Max-Q)                                                       | N/A      |      |
| T+00:02:36 | 助推器B16大部分猛禽發動機關機(MECO-Most Engines Cut Off)                            | N/A      |      |
| T+00:02:38 | 熱分級Hot-Staging開始，星艦S37上的猛禽發動機啟動，脫離助推器B16                     | N/A      |      |
| T+00:02:48 | 助推器B16返程點火(Boostback Burn)推進開始                                           | N/A      |      |
| T+00:03:28 | 助推器B16返程點火推進結束                                                           | N/A      |      |
| T+00:03:40 | 助推器B16拋棄熱分離環                                                               | N/A      |      |
| T+00:06:20 | 助推器B16著陸點火開始                                                               | N/A      |      |
| T+00:06:40 | 助推器B16結束著陸點火濺落墨西哥灣                                                   | N/A      |      |
| T+00:08:57 | 星艦S37上的猛禽發動機關機，開始沿跨地球軌道飛行                                     | N/A      |      |
| T+00:18:27 | 星艦S37投放模擬酬載開始                                                             | N/A      |      |
| T+00:25:32 | 星艦S37投放模擬酬載結束                                                             | N/A      |      |
| T+00:37:48 | 星艦S37在軌猛禽發動機開機測試                                                       | N/A      |      |
| T+00:47:29 | 星艦S37再入大氣層                                                                   | N/A      |      |
| T+01:03:15 | 星艦S37減速至跨音速                                                                 | N/A      |      |
| T+01:04:30 | 星艦S37減速至亞音速                                                                 | N/A      |      |
| T+01:06:14 | 星艦S37開始轉身著陸（Landing Flip），為了發動機點火將星艦艦身由水平翻轉為垂直於地面 | N/A      |      |
| T+01:06:20 | 星艦S37著陸點火（Landing Burn）開始                                                 | N/A      |      |
| T+01:06:30 | 星艦S37濺落印度洋                                                                   | N/A      |      |

## 發射資訊
| 預計發射時間                | 預計軌道     | 原型序號                                                                                                   | 現狀           | 發射地點     | 預計降落地點 | 試飛時間 | 結果     |
| --------------------------- | ------------ | --- | -------------- | ------------ | ------------ | -------- | -------- |
| 不早於2025年8月24日23:30UTC | 跨大氣層軌道 | S36 | 徹底損毀       | 不適用       | 不適用       | 不適用   | 不適用   |
| 不早於2025年8月24日23:30UTC | 跨大氣層軌道 | 原計畫於此次飛行，但於測試中因氮氣COPV低於其耐受壓力而被損毀。                                             |                |              |              |          |          |
| 不早於2025年8月24日23:30UTC | 跨大氣層軌道 | S37 | 於Mega Bay 2中 | 德州星際基地 | 印度洋       | 有待測試 | 有待測試 |
| 不早於2025年8月24日23:30UTC | 跨大氣層軌道 | IFT-9相似，將部屬8枚星鏈模擬酬載，並於太空中點燃猛禽發動機測試未來離軌點火的能力                           |                |              |              |          |          |
| 不早於2025年8月24日23:30UTC | 跨大氣層軌道 | B16 | 於火箭花園     | 德州星際基地 | 墨西哥灣     | 有待測試 | 有待測試 |
| 不早於2025年8月24日23:30UTC | 跨大氣層軌道 | FT-9相似，將減小功角以減小結構壓力，並關閉中心其中一台發動機，以收集中環備用發動機完成著陸燃燒的能力數據。 |                |              |              |          |          |